# St. Petrus (Kospoda)

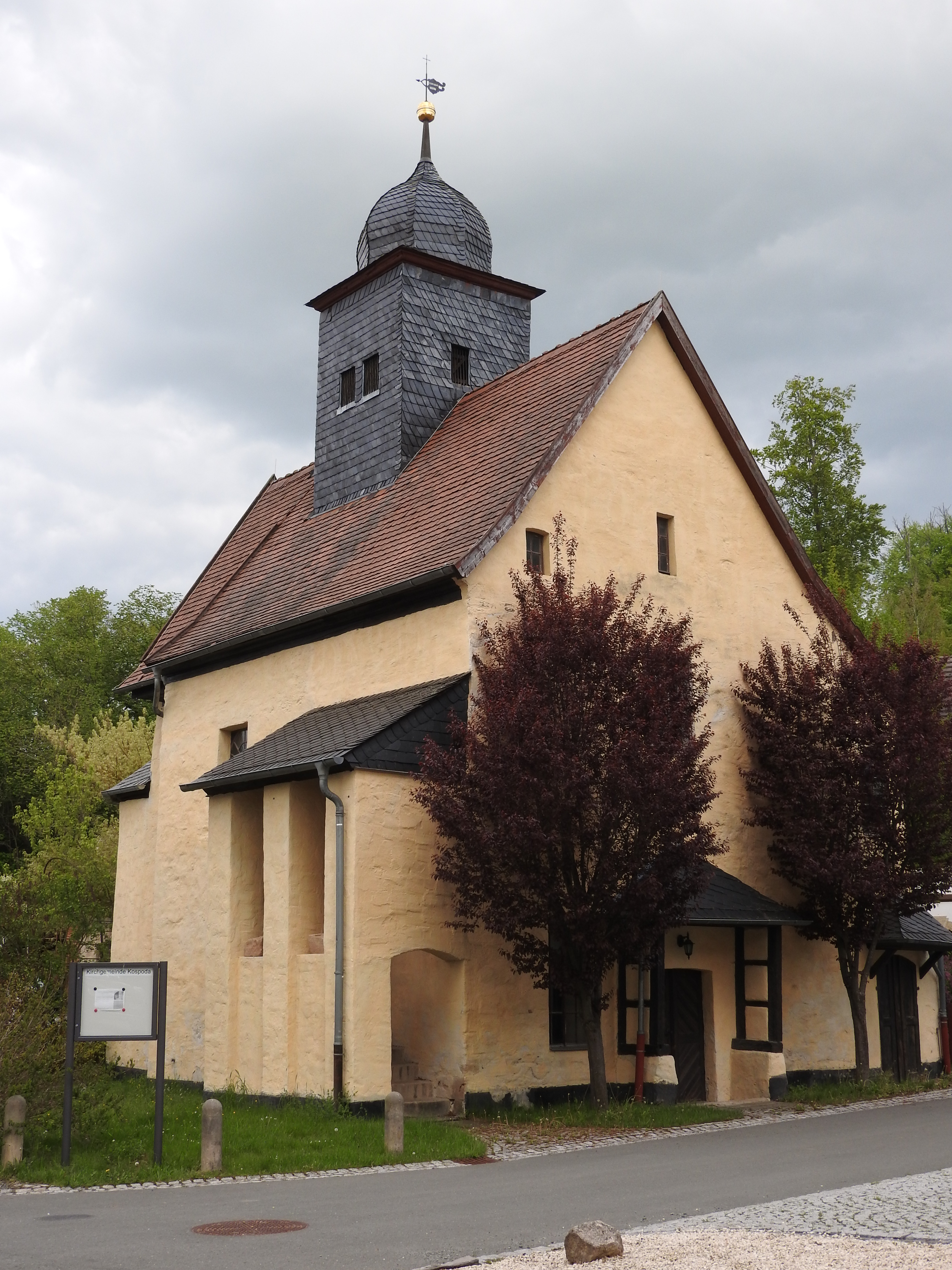
St. Petrus

Die evangelisch-lutherische, denkmalgeschützte Kirche St. Petrus steht in Kospoda, einer Gemeinde im thüringischen Saale-Orla-Kreis. Die Kirchengemeinde Kospoda gehört zum Pfarrbereich Neustadt/Orla im Kirchenkreis Schleiz der Evangelischen Kirche in Mitteldeutschland.

## Beschreibung
Die kleine hohe Saalkirche war die im 14. Jahrhundert errichtete Kapelle des ehemaligen Rittergutes. Sie wurde 1618 zur heutigen Kirche mit einem eingezogenen Chor umgebaut. Anstelle der ursprünglich vorhandenen kleinen Apsis wurde 1844 östlich ein polygonaler Abschluss angefügt. Der schiefergedeckte Dachreiter und die Patronatsloge haben eigene Außenzugänge. Im Dachreiter hängen zwei Glocken aus Bronze, die kleinere 1934, die größere 1952 datiert. Der dritte Platz ist leer. Das Kirchenschiff ist mit einem Satteldach bedeckt. Der Innenraum ist mit einer hölzernen Kassettendecke überspannt, die 1939 von einem Neustädter Maler eine Blumenbemalung erhalten hat. Zwei zweigeschossige Emporen umlaufen den Raum. Ihre Brüstungen sind ebenfalls bemalt. Der Kanzelaltar von 1844 dient als Trennwand zum Chor. In Wandnischen befinden sich vier hölzerne, farbig gefasste gotische Skulpturen eines ehemaligen Altarretabels von ca. 1500. Es sind von links der heilige Wolfgang, ein Marienbildnis, die heilige Barbara und die heilige Anna Selbdritt. Der Kanzelkorb zeigt keine Figuren, nur im Schalldeckel ist die Heiliggeisttaube. Die Figur des Petrus ist heute der Schaft des Ambos. Über dem Altar hängt eine Kreuzabnahme, die der Gemeinde 1861 geschenkt wurde. Es ist eine Kopie nach einem Bild in der alten Pinakothek.
Die Orgel mit sieben Registern, verteilt auf ein Manual und das Pedal, wurde 1782 von Christian August Gerhard unter Verwendung alten Materials gebaut und 2005 von Gerd-Christian Bochmann restauriert.